# رایان سیمپکینز
رایان سیمپکینز (انگلیسی: Ryan Simpkins؛ زادهٔ ۲۸ مارس ۱۹۹۸) بازیگر کوئیر اهل ایالات متحده آمریکا است. وی از سال ۲۰۰۶ میلادی تاکنون مشغول فعالیت بوده‌است.
از فیلم‌ها یا برنامه‌های تلویزیونی که وی در آن نقش داشته‌است، می‌توان به جاده انقلابی، یک مرد مجرد، غرور و افتخار، باغ‌های شب، بچه شری، خرس بریگزبی، جلاد، تلاش سخت و خانه اشاره کرد.